# Challenger Ciudad de Guayaquil 2011
Il Challenger Ciudad de Guayaquil 2011 è stato un torneo professionistico di tennis maschile giocato sulla terra rossa. È stata la 7ª edizione del torneo, facente parte dell'ATP Challenger Tour nell'ambito dell'ATP Challenger Tour 2011. Si è giocato a Guayaquil in Ecuador dal 21 al 27 novembre 2011.

## Partecipanti

### Teste di serie
| Nazionalità | Giocatore               | Ranking* | Testa di serie |
| ----------- | ----------------------- | -------- | -------------- |
| Argentina   | Diego Junqueira         | 100      | 1              |
| Brasile     | João Souza              | 101      | 2              |
| Brasile     | Rogério Dutra da Silva  | 122      | 3              |
| Spagna      | Rubén Ramírez Hidalgo   | 124      | 4              |
| Stati Uniti | Wayne Odesnik           | 127      | 5              |
| Argentina   | Máximo González         | 130      | 6              |
| Italia      | Alessandro Giannessi    | 136      | 7              |
| Spagna      | Daniel Muñoz de la Nava | 140      | 8              |

- 1 Ranking al 14 novembre 2011.

### Altri partecipanti
Giocatori che hanno ricevuto una wild card:
- Júlio César Campozano
- Diego Hidalgo
- Nicolás Massú
- Roberto Quiroz

Giocatori che sono passati dalle qualificazioni:
- Guillermo Durán
- Guido Pella
- Pedro Sousa
- Leonardo Tavares
- Guido Andreozzi (lucky loser)
- Iván Endara (lucky loser)
- Juan Sebastián Gómez (lucky loser)

## Campioni

### Singolare
Matteo Viola ha battuto in finale  Guido Pella, 6–4, 6–1.

### Doppio
Júlio César Campozano /  Roberto Quiroz hanno battuto in finale  Marcel Felder /  Rodrigo Grilli con il punteggio di 6–4, 6–1.